# Kovač (plemstvo)
Kovač je hrvatska plemićka obitelj iz Bačke.
Hrvatska obitelj Kovač u Bačkoj spada u prvu skupinu hrvatskog plemstva u Bačkoj. To su obitelji koje su plemstvo zadobile od 1446. do 1688. godine. Među njima su obitelji: Knezi, Ivanković, Prćić, Adamović, Radić, Mandić, Kovačić, Martinković, Šoštarić, Tomašić. Plemstvo im je dao kralj Matija II. Plemićki i list grbovnicu dao im je 26. ožujka 1613. godine.